# 竹枝石斛
竹枝石斛（学名：Dendrobium salaccense）为兰科石斛属下的一个种。該物種主要分布于缅甸、泰国、老挝、越南、马来西亚、印度尼西亚、中國海南、西藏、雲南南部等地海拔650-1000米的林中树干上。

## 扩展阅读
- 維基物種上的相關：竹枝石斛